# Трапезна церква Покрови Богородиці Микільського монастиря
Трапезна церква Покрови Богородиці  — православний храм у Києві, збудований у 1695—1696 роках та зруйнований у 1962 році. Розташовувалася на території Микільського монастиря поблизу сучасної площі Слави.

## Історія
Трапезну Микільського монастиря із теплою церквою Покрови (за іншими джерелами — Благовіщення) Богородиці при ній збудували одночасно із монастирським комплексом «Великого Миколи», тобто у 1690—1696 роках, за проєктом архітектора Йосипа Старцева.
У 1831 році будівлю трапезної, разом із іншими спорудами Микільського монастиря передали військовому відомству. Трапезну церкву закрили, будівлю переобладнали провіантські склади Нової Печерської фортеці.
Після руйнування у 1934—1936 роках Військового Микільського собору трапезна лишилася єдиною вцілілою будівлею монастиря. Деякий час її долею турбувався український мистецтвознавець Євген Кузьмін, який задля збереження архітектурної пам'ятки XVII століття пропонував віддати споруду трапезної Військово-історичному музею, що в ті часи не мав свого приміщення і містився у підвалі Міського музею. Втім, пропозицію Кузьміна не підтримали, а 1938 року його заарештували за контрреволюційну діяльність та вислали до Казахстану, де він і помер.
На місці собору планували звести будинок культури заводу «Арсенал», але цим планам завадила Друга світова війна. У повоєнні часи місце, де стояв собор, довго лишалося незабудованим, аж поки на початку 1960-х років тут не вирішили збудувати Палац піонерів. У початковому проєкті Палацу, створеному групою архітекторів на чолі з Авраамом Мілецьким та Євгеном Більським, передбачалося збереження старовинної будівлі колишньої трапезної, в якій планувалося розмістити музей історії київської піонерії, проте цей проєкт був відхилений і в 1962 році, під час будівництва Палацу піонерів трапезну зруйнували.

## Опис
Будівля трапезної стояла праворуч і південніше від Військового собору. Це була невисока одноповерхова цегляна споруда, розміром 15,5 на 11 м, у плані прямокутна із гранчастим вівтарем, декорована у стилі українського бароко із застосуванням деталей московської архітектури. Внутрішній об'єм будівлі складався власне з церкви, прямокутної трапезної зали з одним стовпом посередині, на який спиралося склепіння, та сіней. Східний і західний фасади (в інших джерелах — лише західний) прикрашали хвилясті барокові фронтони та рясний ліпний декор. Низько посаджені вікна мали напівциркульне завершення і були декоровані пишними наличниками — хвилястими на північній та південній стінах, трикутними — на західній. У східній частині споруди розміщувалася церква, її об'єм виділявся гранчастим вівтарем з аркатурами та увінчувався грушоподібною бароковою банею на досить високому гранчастому барабані. Ще одна, менша за розміром баня прикрашала ґанок, прибудований до північної стіни будівлі. Втім, за твердженням історика Федіра Ернста, трапезна первісно мала три бані. Дах трапезної первісно був високий, мав слухові вікна.
У XIX ст., після того, як комплекс Микільського собору передали військовому відомству, трапезну перебудували: розібрали високий дах, фронтони та бані.